# Abdankung Wilhelms II.

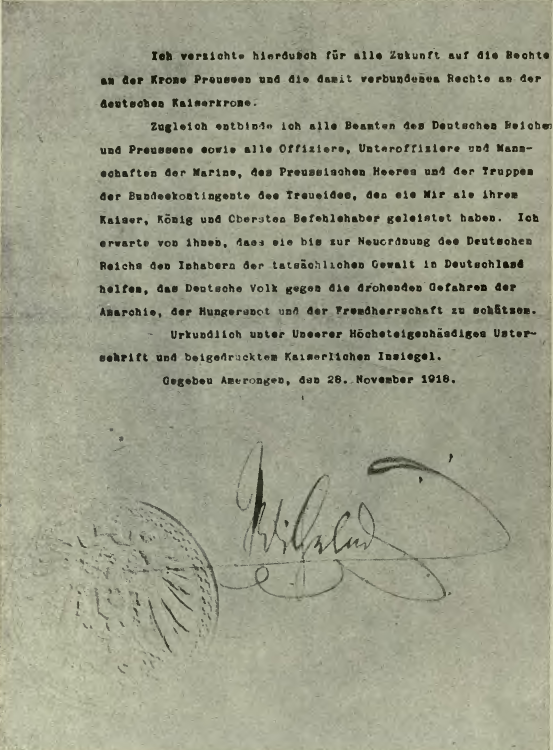
Der nachträglich unterzeichnete, formelle Abdankungsbrief Wilhelms II. vom 28. November 1918

Die Abdankung Wilhelms II., die am 9. November 1918 ohne seine Zustimmung verkündet wurde, markiert das Ende seiner Herrschaft als Deutscher Kaiser und König von Preußen. Der Präsident der Vereinigten Staaten, Woodrow Wilson, hatte am Ende des Ersten Weltkriegs kaum verhohlen einen Rücktritt des Kaisers als Bedingung für ein Waffenstillstandsabkommen mit dem Deutschen Reich genannt. Dieser Forderung schlossen sich bald Teile des deutschen Bürgertums und der Reichsregierung an, um günstigere Friedensbestimmungen zu bekommen und der Revolution den Wind aus den Segeln zu nehmen, die angesichts der absehbaren Kriegsniederlage drohte. Diesem Druck entzog sich Wilhelm II., indem er am 29. Oktober ins Große Hauptquartier im belgischen Spa floh. Als die Novemberrevolution am 9. November 1918 Berlin erreichte, verkündete Reichskanzler Prinz Max von Baden die Abdikation des Kaisers, ohne von diesem dazu autorisiert worden zu sein. Daraufhin floh Wilhelm II. unter entwürdigenden Umständen weiter in die Niederlande und bat um politisches Asyl. Im Deutschen Reich wurde dies vielfach als Bruch des Treueids und als Fahnenflucht gedeutet und trug dazu bei, dass die monarchistische Bewegung während der Weimarer Republik schwach blieb.

## Geschichte

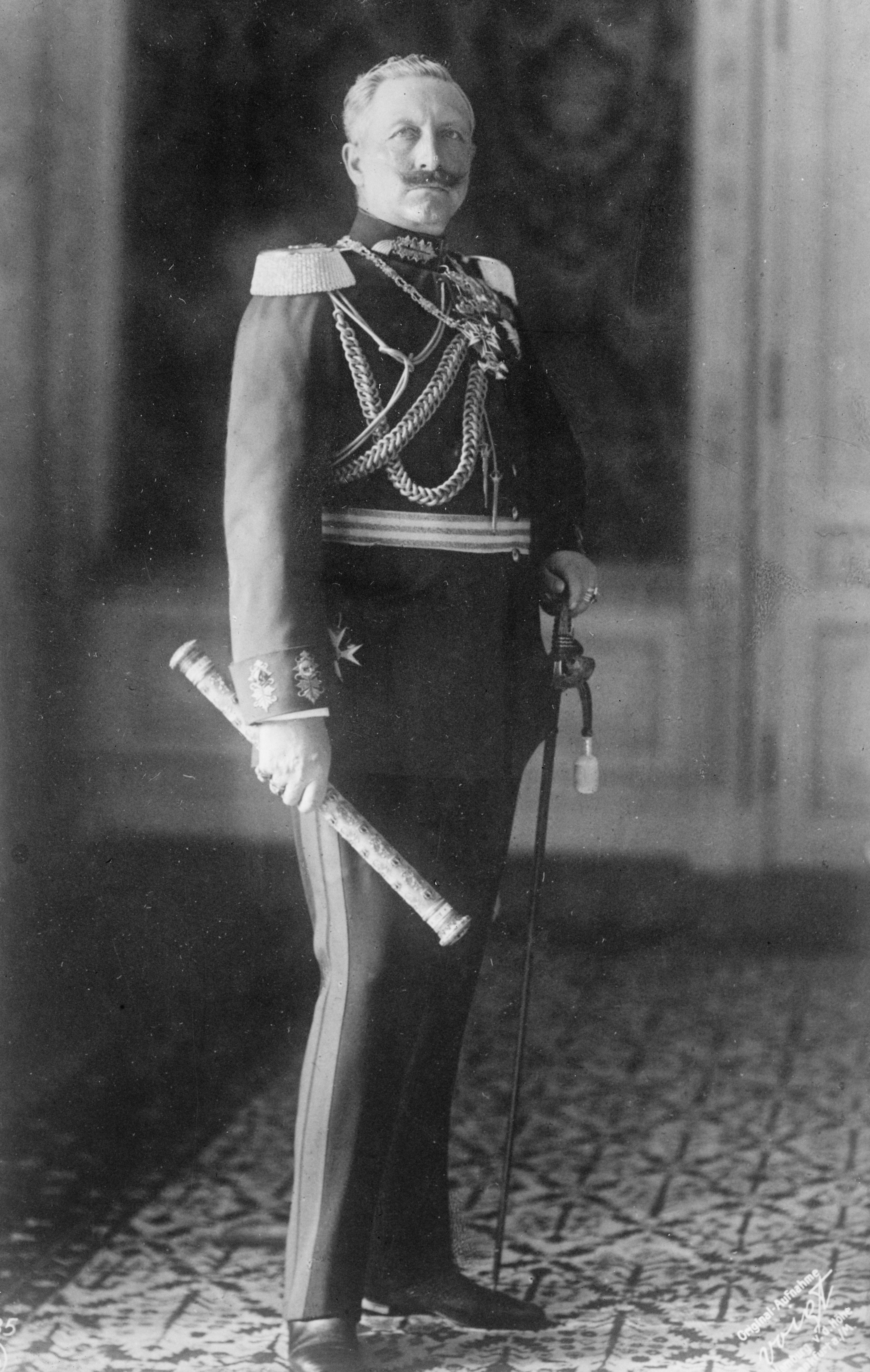
Kaiser Wilhelm II., 1918

### Die Parlamentarisierung des Deutschen Reiches
Zu Beginn des Ersten Weltkriegs hatte Wilhelm II. im Zuge des so genannten Augusterlebnisses zunächst neue Popularität erlangt. Dass er am 4. August 1914 im Rahmen der Burgfriedenspolitik den lange verfemten Sozialdemokraten die Hand reichte („Ich kenne keine Parteien mehr, ich kenne nur noch Deutsche!“) und eine einige Volksgemeinschaft beschwor, gilt als seine größte rhetorische Leistung. Während des Krieges trat er dann immer mehr in den Hintergrund. Zwar hatte er als deutscher Kaiser gemäß den Artikeln 63 und 64 der Reichsverfassung von 1871 als Bundesfeldherr den Oberbefehl über die Streitkräfte inne. Seiner Aufgabe als „Oberster Kriegsherr“ wurde er aber nicht gerecht, eine Koordinierung der strategischen und operativen Planung der Teilstreitkräfte leistete er nicht. Stattdessen agierte Wilhelm II. als „Schattenkaiser“, beschränkte sich fallweise auf impulsive Anregungen und überließ die ihm eigentlich zustehende Gesamtverantwortung für die Kriegführung der Obersten Heeresleitung (OHL). Der Historiker Lothar Machtan nennt Wilhelm in den Jahren des Weltkriegs einen „Marionetten-Kaiser“, dessen Fäden von der OHL und vom Reichskanzler gezogen worden seien. Nicht einmal über die personelle Zusammensetzung der OHL konnte er noch bestimmen: Im August 1916 musste er gegen seinen Willen General Erich von Falkenhayn, den Chef der zweiten OHL, durch den machtbewussten Generalfeldmarschall Paul von Hindenburg ersetzen, der sich geschickt als Retter aus militärischer Not in Szene zu setzen verstand. Hindenburg und nicht mehr dem Kaiser fiel von nun an die Rolle des charismatischen Führers zu. Der Historiker Bernd Sösemann konstatiert einen regelrechten „Verfall des Kaisergedankens im Ersten Weltkrieg“. Für den Politikwissenschaftler Herfried Münkler stellt der Aufstieg Hindenburgs und seines Ersten Generalquartiermeisters Erich Ludendorff an die Spitze der Heeresleitung den „Anfang vom Ende der Hohenzollernmonarchie in Deutschland“ dar.
Dass das Deutsche Reich den Ersten Weltkrieg militärisch nicht gewinnen konnte, erfuhr Wilhelm erstmals am 10. August 1918, zwei Tage nachdem den Alliierten in der Schlacht von Amiens ein Einbruch in die deutschen Linien gelungen war („Schwarzer Tag des deutschen Heeres“). Laut seinem Biographen John C. G. Röhl nahm er die Nachricht gefasst auf, zumal Ludendorff am 14. August behauptete, durch entschlossene Defensive den Kriegswillen der Feinde brechen zu können. Im Kronrat, zu dem an diesem Tag die politische und die Heeresleitung im Großen Hauptquartier in Spa zusammengekommen waren, wurde beschlossen, mit Friedenssondierungen abzuwarten, bis sich die militärische Lage stabilisiert hätte. Die nächsten Wochen verbrachte der Kaiser in Schloss Wilhelmshöhe bei Kassel, wo sich seine Frau, Kaiserin Auguste Viktoria von einem leichten Schlaganfall erholte.
Die Kaiserin hatte auf ihren Mann, der zu depressiver Verstimmtheit neigte, meist einen wohltuenden Einfluss, machtpolitisch lenkte sie ihn aber mit ihrem Fanatismus gegen alle vermeintlichen Feinde des Hauses der Hohenzollern oft in wenig kluge Richtungen. Gemeinsam mit Wilhelms Entourage bestärkte sie ihn nun in seinem zunehmend unangemessenen Zweckoptimismus: Der Hamburger Reeder Albert Ballin war von Ludendorff nach Kassel gesandt worden, um ihm den Gedanken nahezulegen, noch vor den Friedensverhandlungen eine „rasche und kluge innere Modernisierung des Reiches“ durchzuführen, „sonst erscheint sie von den Gegnern erzwungen und gefährdet die Dynastie“. Stattdessen entschloss sich Wilhelm, am 10. September vor den Arbeitern der Friedrich Krupp AG in Essen eine Durchhalterede zu halten: Wilhelm wiederholte seine Zusicherung vom 4. August 1914, er kenne keine Parteien mehr, und rief zu nationaler Geschlossenheit auf: „Werdet stark wie Stahl, und der deutsche Volksblock, zu Stahl zusammengeschweißt, der soll dem Feind seine Kraft zeigen“. Anschließend sollten die Arbeiter vor ihm ihre Opferbereitschaft und Siegeszuversicht geloben. Das Vorhaben misslang. Die von Wilhelms Chef des Geheimen Zivilkabinetts, dem konservativen Friedrich von Berg, formulierte Rede ging an den Befindlichkeiten und Bedürfnissen seiner Zuhörer vorbei. Als der Kaiser zunehmend vom Redemanuskript abwich und frei sprach, verstärkte sich dies noch. Dass die Arbeiter alle freudig „Ja!“ gerufen hätten, wie die unter den Bedingungen der Zensur schreibende Presse berichtete, war nach Aussagen von Zeitzeugen falsch: Vielmehr hatten die Kruppianer, wie Lothar Machtan schreibt, auf die Rede mit „robuster Gleichgültigkeit“ reagiert. Es sollte Wilhelms letzter Auftritt in der Öffentlichkeit bleiben.
Im Anschluss reiste der Kaiser zurück ins Hauptquartier nach Spa, wo man ihm über die sich immer weiter verschlechternde militärische und innenpolitische Lage nicht die Wahrheit sagte. Admiral Georg Alexander von Müller notierte:

„Die Unwahrhaftigkeit im Hauptquartier hat einen Grad erreicht, der nicht mehr zu überbieten ist. Wohin man sieht, Egoismus, Selbstbetrug und Betrug am Mitmenschen.“

Der Kaiser und seine Entourage lebten zwei weitere Wochen in der illusionären Hoffnung auf einen deutschen Sieg, bis die OHL am 26. September reinen Tisch machte: Sie ließ die Reichsregierung ins Große Hauptquartier anreisen und teilte Reichskanzler Georg von Hertling und seinen Staatssekretären mit, dass der Krieg verloren war. Daraufhin trat das Kabinett Hertling geschlossen zurück. Friedrich von Berg arbeitete nun an der Bildung einer Reichsregierung, die auch gegen den Reichstag regieren sollte, und sondierte zunächst bei Bernhard von Bülow, der von 1900 bis 1909 Reichskanzler gewesen war. Dem war aber klar, dass ein Regieren gegen die Mehrheitsparteien des Reichstags nicht mehr möglich war. Berg dachte nun an eine Diktatur eines Generals, etwa Ludwig von Falkenhausens oder Max von Gallwitz’, wurde aber zurückgepfiffen: Stattdessen schlug Paul von Hintze, der amtierende Staatssekretär des Auswärtigen, unterstützt von Hindenburg und Ludendorff, am 29. September eine „Revolution von oben“ vor: Das Herrschaftssystem des Kaiserreichs sollte zumindest zum Schein demokratisiert, die MSPD in die neue Regierung einbezogen und eine Bitte um Frieden an den US-Präsidenten Woodrow Wilson gesandt werden. Wilson hatte Anfang des Jahres sein 14-Punkte-Programm veröffentlicht, das unter anderem ein Selbstbestimmungsrecht der Völker enthielt. Auf dieser Grundlage hoffte man, milde Friedensbedingungen bekommen zu können.
Eine Demokratisierung des Kaiserreichs hatte der Kaiser bereits in seiner Osterbotschaft 1917 angekündigt, um die unter Krieg und Mangelwirtschaft leidenden breiten Volksschichten zu beruhigen. Nun sollte sie dazu dienen, den Schock der Niederlage abzumildern. Insbesondere Ludendorff machte sich für eine Regierungsbeteiligung der MSPD stark:

„Ich habe […] S.M. gebeten, jetzt auch diejenigen Kreise an die Regierung zu bringen, denen wir es in der Hauptsache zu danken haben, daß wir so weit gekommen sind. Wir werden also diese Herren jetzt in die Ministerien einziehen sehen. Die sollen nun den Frieden schließen, der jetzt geschlossen werden muß. Sie sollen die Suppe jetzt essen, die sie uns eingebrockt haben.“

Dies war sachlich falsch, denn, wie Gerd Krumeich betont, waren „in der Hauptsache“ die Fehleinschätzungen der OHL und die Schwerfälligkeit des militärischen Apparats für die desaströse Lage verantwortlich. Um die Verantwortung von sich selbst abzuwälzen, legte Ludendorff hier den Keim der später so genannten Dolchstoßlegende, wonach nicht das Militär, sondern die Demokraten für die deutsche Niederlage verantwortlich gewesen wären. Zu dieser Verschwörungstheorie trug außerdem bei, dass er die Öffentlichkeit über den Ernst der militärischen Lage im Unklaren gelassen, im Gegenteil sogar optimistische Propaganda verbreitet hatte. Kaiser Wilhelm hätte gern eine Allparteienregierung unter Einschluss der Deutschkonservativen gehabt, doch dem verweigerten sich die Sozialdemokraten. Sie schlugen als Reichskanzler den bisherigen Vizekanzler Friedrich von Payer von der Deutschen Volkspartei (DVP) vor. Der Kaiser lehnte Payer aber ab. Stattdessen setzte Ludendorff den badischen Thronfolger Prinz Max von Baden durch, den Payers Parteifreund Conrad Haußmann ins Spiel gebracht hatte.

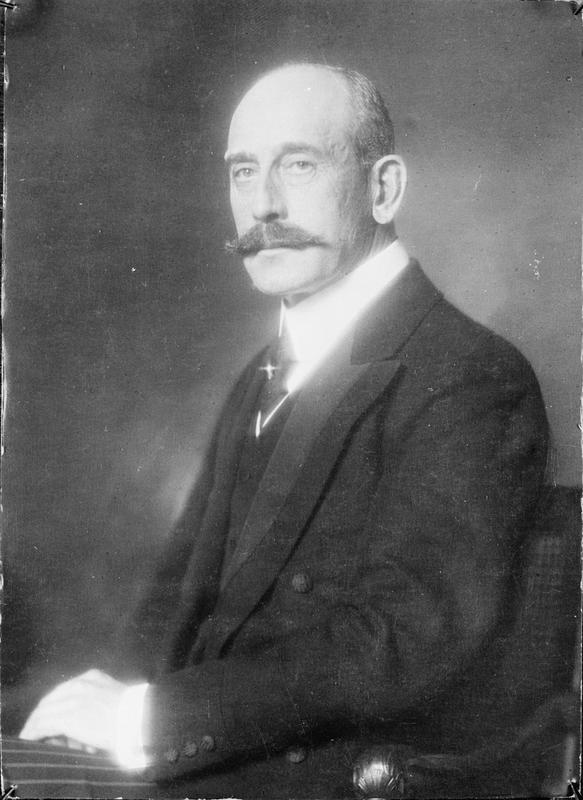
Max von Baden

Max von Baden hatte bisher politisch so gut wie keine Erfahrung. Nach dem Scheitern einer militärischen Karriere hatte er die Vorstellung entwickelt, er müsse „Deutschland retten“: Am 27. Juli 1918 hatte er ein ausführliches „Programm des Prinzen Max von Baden“ vorgelegt, in dem er einen „ethischen Imperialismus“ skizzierte, der Deutschland die „Pflicht“ auferlege, „die Stellung als Führerstaat in Europa, ja der Welt zu erringen“. Die militärischen Niederlagen erklärte er sich mit der feindlichen „Entmutigungspropaganda“. Dagegen bedürfe es eines „Propagandaministers“, der große öffentliche Kundgebungen veranstalten und den „Führergedanken“ fest im Volke verankern müsse. Wenn Deutschland alle Kräfte zusammenraffe, könne es aus einer Position der Stärke Friedensverhandlungen mit der Entente beginnen. Der Prinz hatte einen Kreis einflussreicher Unterstützer um sich gesammelt, darunter neben Haußmann der Kronprinz Rupprecht von Bayern, Max Warburg, Hans Delbrück und Ludendorffs Vertrauter Generalmajor Hans von Haeften. Diese warben dafür, ihm das Kanzleramt zu übergeben. Max selber hatte sich seinem Cousin, dem Kaiser, am 15. August in einem Brief empfohlen. Trotz seiner undemokratisch-imperialistischen Programmatik galt er politisch als liberal, man traute ihm zu, mit der Reichstagsmehrheit zusammenarbeiten zu können. Als Süddeutscher und als Spross einer Fürstenfamilie schien er zudem sowohl für Anhänger des Föderalismus als auch der Monarchie respektabel.
Obwohl Wilhelm II. nichts von seinem Cousin hielt, willigte er ein. Berg hatte mit dem Prinzen zuvor abgesprochen, dass dieser „einer zu starken Demokratisierung Widerstand leisten würde“. Daraufhin sorgte der Kaiser mit einem an Nötigung grenzenden Bittgesuch für das erforderliche Einverständnis des Großherzogs Friedrich II. von Baden, der eigentlich verhindern wollte, dass die Liquidierung des verlorenen Weltkriegs an einem Zähringer hängen blieb. Am 2. Oktober sprachen Wilhelm und Max in Berlin unter vier Augen die gemeinsamen Ziele der Kanzlerschaft ab, tags darauf erfolgte die Ernennung zum Reichskanzler. In der neuen Reichsregierung waren mit Gustav Bauer und Philipp Scheidemann erstmals auch Sozialdemokraten vertreten. Payer blieb Vizekanzler, der Zentrumspolitiker Matthias Erzberger, auf den der Kaiser wegen der Friedensresolution des Reichstags vom 19. Juli 1917 nicht gut zu sprechen war, wurde Staatssekretär ohne Portefeuille. Dies und die Ersetzung seines engsten Beraters Friedrich von Berg durch Clemens von Delbrück zeigt, dass Wilhelm II. die Macht, wichtige Posten mit Personen seines Vertrauens zu besetzen, verloren hatte.
Am nächsten Tag bat der neue Kanzler, wie von der OHL gefordert, den amerikanischen Präsidenten in einer diplomatischen Note um Vermittlung zu einem sofortigen Waffenstillstand und einen Frieden auf Basis seiner 14 Punkte. Daraufhin entspann sich ein mehrwöchiger Notenwechsel, an dessen Ende der amerikanische Außenminister Robert Lansing am 23. Oktober eine Parlamentarisierung des Reiches und damit faktisch die Abdankung des „monarchistischen Autokraten“ Wilhelm II. sowie das Niederlegen der Waffen verlangte, um Deutschland die Möglichkeit zu nehmen, die Feindseligkeiten wieder aufzunehmen. Die alliierte Seeblockade sollte dagegen aufrechterhalten bleiben. Die Verschärfung der amerikanischen Forderungen war auf Druck der Regierungen in Paris und London zurückzuführen, die verlangten, die Verbesserung der militärischen Lage gegenüber dem Reich auszunutzen. Die Forderungen kamen einer Kapitulation Deutschlands gleich, aber die Situation an der Front ließ keine andere Lösung mehr zu. „Unverschämter Lümmel!“, empörte sich Wilhelm II. Was die Amerikaner forderten, sei „der reinste Bolschewismus“.
Um sich aus der Verantwortung für das Waffenstillstandsgesuch zu stehlen, das sie kurz zuvor noch ultimativ verlangt hatten, fuhren Ludendorff und Hindenburg nach Berlin, wo sie im Schloss Bellevue vom Kaiser empfangen wurden. Sie forderten nun, den Notenwechsel mit den Amerikanern zu beenden, denn „Thron und Vaterland“ würden „auf dem Spiel stehen, wenn nicht sofort eingegriffen und forsch abgebrochen werde, weitere Verhandlungen zu führen“. Der Truppe befahl Ludendorff jetzt einen „Kampf bis zum Äußersten“. Kaiser Wilhelm reagierte verwirrt und entwickelte die realitätsfremde Vorstellung, er könne mit Unterstützung der besiegten Armee und der bis 1914 diskriminierten Sozialdemokraten „ein neues Reich aufbauen“. Daraufhin verlangte Prinz Max vom Krankenbett aus – er war an der Spanischen Grippe erkrankt – ultimativ, „um Euer Majestät die Krone zu erhalten“ und einen erträglichen Frieden zu erhalten, seien die Einrichtung einer parlamentarischen Reichsregierung und eine personelle Umbesetzung der OHL unumgänglich.

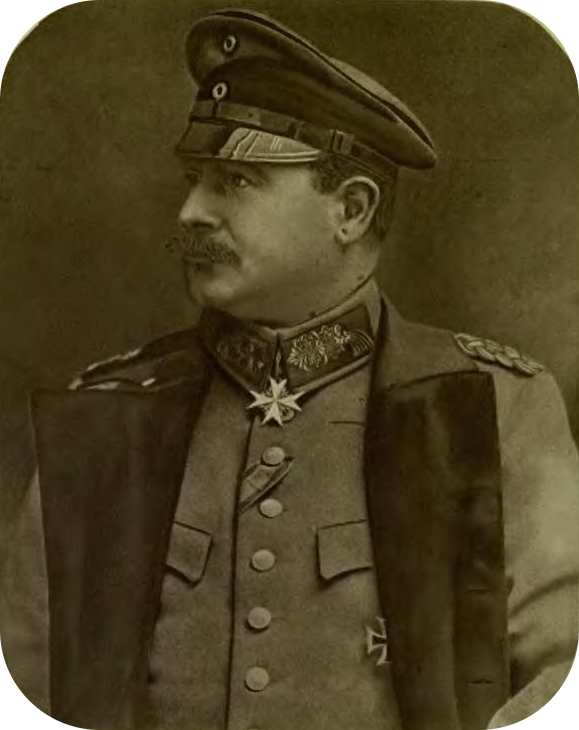
Wilhelm Groener

Und wieder gab Wilhelm nach: Ludendorff wurde am 26. Oktober durch Wilhelm Groener ersetzt, einen als liberal geltenden Schwaben mit ausgeprägtem Realitätssinn. Die Oktoberreformen verwandelten das Deutsche Reich zwei Tage später von einer konstitutionellen in eine parlamentarische Monarchie. Dennoch beließen sie dem Kaiser das Oberkommando über das Militär und das Recht, die Regierung zu ernennen. Als Erfüllung der amerikanischen Bedingungen war das zu wenig. Der Leiter des Auswärtigen Amtes Wilhelm Solf legte Wilhelm deshalb verschiedene Berichte aus den Auslandsmissionen des Deutschen Reichs vor, wonach Wilson innenpolitisch unter erheblichem Druck von Kräften stehe, die anstrebten, Deutschland zu vernichten. Daher habe „das Volk das Gefühl, daß wir ohne den Kaiser einen besseren Frieden bekommen“. Auch der Reichskanzler war seit dem 20. Oktober überzeugt, dass Wilhelm nicht Kaiser bleiben könne. Um die Monarchie zu retten, entwickelte er gemeinsam mit Warburg und anderen Beratern den Plan, der Kaiser müsse freiwillig zugunsten seines zwölfjährigen Enkels Wilhelm zurücktreten, für den Prinz Max dann die Regentschaft übernehmen solle. Als Verweser des Reiches werde er dann einen demokratischen Politiker mit Rückhalt im Volk zum Reichskanzler ernennen, zum Beispiel den MSPD-Vorsitzenden Friedrich Ebert. Diese Idee streute er ab dem 22. Oktober in Hintergrundgesprächen mit einflussreichen Journalisten wie etwa Theodor Wolff. Offiziell empfahl die Reichsregierung der Presse zwar, die „Kaiserfrage“ bei der Erörterung der Wilson-Note nicht zu thematisieren, „da hierdurch nach innen und außen ein gleich schlechter Eindruck erwirkt“ würde. Doch nun diskutierte die deutsche Öffentlichkeit allenthalben bei gelockerter Zensur über die Vorteile eines Rücktritts Wilhelms: Der MSPD-Abgeordnete Gustav Noske etwa forderte am 24. Oktober während einer Reichstagsdebatte eine „große Geste“ des Kaisers. Ansonsten kamen aber kaum Rücktrittsforderungen aus der MSPD, da deren Vorsitzender Friedrich Ebert die Parteipresse gebeten hatte, die Person des Kaisers aus dem Spiel zu lassen: Er wollte die Monarchie möglichst erhalten und spekulierte auf eine Reichsverweserschaft des Prinzen Max. Es waren vielmehr Anhänger der USPD, die einen Sturz nicht nur des Kaisers, sondern auch der Monarchie forderten. Ihr Abgeordneter Oskar Cohn beendete seine Reichstagsrede am 25. Oktober mit der Forderung nach einer sozialistischen Republik. Zwei Tage später wurde bei einer Demonstration in Berlin anlässlich der Freilassung Karl Liebknechts aus der Haft „Nieder mit dem Kaiser!“ und „Es lebe die Deutsche Republik!“ gerufen.
Wilhelms Rücktritt wurde auch in bürgerlichen, an sich eher monarchistischen Kreisen gefordert: Max Weber etwa schrieb, sollte der Kaiser nicht abdanken, „so wendet sich das unvermeidliche Strafgericht der schweren Irrtümer der Politik auch gegen ihn; das ist nicht zu ändern“. Warburg sah nur noch die Möglichkeit, „dass der Kaiser durch einen rechtzeitigen Rücktritt den Thron für seine Familie retten könne“. Payer klagte:

„Die allerwildesten Kaiserstürzler sind die rechts stehenden Leute. Die Herren der Hochfinanz und der Großindustrie, ja bis hoch in die Offizierskreise hinein kann man mit einer erstaunlichen Offenheit sagen hören: Der Kaiser muss sofort zurücktreten. Je länger die Hetze fortdauert, desto stärker wird die Forderung hervortreten, dass man überhaupt keine Monarchie mehr brauchte, sondern eine Republik errichten sollte.“

Wilhelm hing dagegen weiterhin realitätsfremden Vorstellungen an: Gegenüber Admiral von Müller entwickelte er Ende Oktober die Idee, er würde sich mit Großbritannien auf „ein gemeinsames Herauswerfen der Amerikaner aus Europa“ verständigen. Am 28. Oktober bat der Reichskanzler um eine Audienz, bei der er Wilhelm von der Notwendigkeit einer freiwilligen Abdankung zu überzeugen hoffte. Seinem Kabinett las er seinen Entschluss von einem Zettel vor und verließ im Anschluss umgehend die Sitzung: Offenkundig war ihm bei seinem Vorhaben selbst nicht wohl. Doch Wilhelms Entourage, insbesondere Hofprediger Ernst Dryander und die Kaiserin, bestärkten den schwankenden Monarchen in seinem Entschluss, im Amt zu bleiben.

### Die Flucht nach Spa
Am 29. Oktober begann der Kieler Matrosenaufstand: Die Seekriegsleitung hatte vor, angesichts der Kriegsniederlage zu einer letzten Schlacht gegen die weit überlegene, von amerikanischen Schiffen verstärkte britische Flotte auszulaufen, um mit wehenden Fahnen heldenhaft unterzugehen. Die Matrosen widersetzen sich diesem selbstmörderischen Akt und meuterten. Von Kiel breitete sich der Aufruhr im ganzen Reich aus und mündete schließlich in die Novemberrevolution. Gleichzeitig entwickelten der ehemalige Reichskanzler Georg Michaelis und der Admiral Reinhard Scheer unabhängig voneinander die Idee, der Kaiser solle den Heldentod suchen. Michaelis dachte daran, ihn an die Front zu schicken, Scheer wollte ihn auf der König untergehen lassen. Davon versprachen sie sich eine letzte Massenmobilisierung.

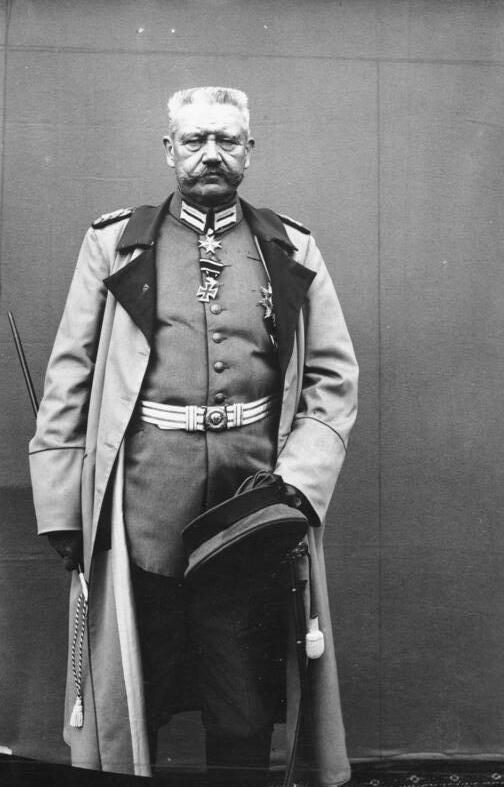
Paul von Hindenburg

Gleichzeitig versuchte Prinz Max, Persönlichkeiten aus Wilhelms Umfeld wie Hofprediger Dryander, den Hausminister August zu Eulenburg oder den Generaladjutanten Oskar von Chelius dazu zu bewegen, dem Kaiser den Rücktritt nahezulegen. Dieser entzog sich am 29. Oktober erbittert dem zunehmenden Druck. Er verließ das Neue Palais in Potsdam, wo er seit Anfang Oktober residiert hatte, und begab sich in seinem Hofzug ins Große Hauptquartier nach Spa. Wer den Kaiser zu dieser Reise bewogen hatte, ist nicht sicher geklärt. Der Historiker Wolfram Pyta schreibt, Hindenburg habe ihn „nach Spa gelockt“, Lothar Machtan dagegen sieht Wilhelms Entourage am Werk, die den regierungsmüden und beeinflussbaren Kaiser vor der Einwirkung der Reichsregierung schützen und im Amt halten wollte. Letzteres gelang nicht: Der ehemalige Staatssekretär der Reichskanzlei Arnold Wahnschaffe verglich Wilhelms Übersiedlung mit der Flucht nach Varennes, mit der der französische König Ludwig XVI. 1791 einen Großteil seines Ansehens verspielt hatte.
In Deutschland fürchtete man, Wilhelm habe sich „unter die Obhut seiner Generale“ (Max Weber) geflüchtet, um einen Staatsstreich gegen die neue demokratische Reichsregierung und damit einen Bürgerkrieg vorzubereiten. Die Forderungen, er solle abdanken, nahmen an Heftigkeit zu. Für Prinz Max bedeutete Wilhelms „Flucht aus Berlin“ eine schwere Niederlage. Vergebens versuchte er ihn zur Rückkehr zu bewegen. In seinen Memoiren erinnerte er sich, er habe „das Fundament meiner Kanzlerschaft wegbrechen“ fühlen: Bis dahin habe er sich darauf verlassen können, beim Kaiser immer ein offenes Ohr zu finden, nicht nur als „Kanzler einer demokratischen Regierung“, sondern auch als „Freund und Verwandter, der […] das Hohenzollernhaus vor dem Sturz bewahren will.“
In Spa residierte der Kaiser zunächst in seinem Hofzug – die beiden Villen, die er bis September 1918 bewohnt hatte, wurden anderweitig genutzt. Am 5. November konnte er dann in die Villa La Fraineuse übersiedeln, seinen letzten Wohnort als deutscher Kaiser. In Spa standen ihm vier Handlungsmöglichkeiten offen:
- die Truppe nach Berlin zurückzuführen und die Revolution niederzuschlagen,
- der Tod auf dem Schlachtfeld,
- weiteres Zuwarten,
- Abdankung und Flucht.[57]

Letzteres schloss Wilhelm definitiv aus: Am 1. November sandte Prinz Max den preußischen Staatssekretär des Inneren Bill Drews zum Kaiser, um ihn zur Abdankung zu bewegen. Tags zuvor hatte sich der Kanzler im Kabinett zu der Erkenntnis durchgerungen, dass an einem Rücktritt kein Weg vorbeiführte. Wilhelm beharrte jedoch auf seinem Eid: Trete er zurück, würde Chaos ausbrechen, laut einem Brief vom 3. November äußerte er sich wie folgt gegenüber Drews:

„Alle Dynastien stürzen nach, das Heer hat keinen Führer, die Front löst sich auf und flutet über den Rhein. Die Untreuen rotten sich zusammen, hängen, morden, plündern, die Feinde helfen ihnen dabei […] Ich denke gar nicht daran, abzudanken. Der König von Preußen darf D. [Deutschland] nicht untreu werden etc. Ich denke gar nicht daran, wegen der paar 100 Juden und der 1000 Arbeiter den Thron zu verlassen.“

Als OHL-Chef Hindenburg und Generalquartiermeister Groener hinzukamen, erläuterte Drews noch einmal die Bedeutung eines Rücktritts: Neben außenpolitischen Rücksichten betonte er die Haltung der MSPD, die sich nach einer Abdankung Wilhelms noch mit einer parlamentarischen Monarchie nach „englischem Muster“ zufriedengeben würden. Dies könne sich bei einem Umschwung der öffentlichen Meinung aber rasch ändern. Die Militärs betonten dagegen die zentrale Rolle des Kaisers als Obersten Kriegsherr: „Geht dieser fort, so fällt die Armee auseinander und der Feind bricht ungehindert in die Heimat ein.“
Das Ergebnis der Drewsschen Sondierung war für die Pläne des Prinzen Max ein „Desaster“: Er hatte die Beamten der Reichskanzlei nämlich bereits angewiesen, ein Gesetz über die Reichsverwesung und Wilhelms Abdankungsschreiben zu entwerfen. Zudem hatte er im Geheimen bei mehreren Bundesfürsten sondiert, wer denn den Kaiser zum Thronverzicht bringen könne – er selbst wollte das auf keinen Fall tun. Abends rief die Kaiserin bei ihm im Hotel Adlon an, wo er residierte: Sie hatte von seinen Plänen erfahren und verlor nun jede Contenance: Allem Anschein nach drohte sie, wenn Prinz Max ihren Mann zum Rücktritt zwinge, würde sie seine Homosexualität öffentlich machen. Daraufhin erlitt dieser einen schweren Nervenzusammenbruch, über den ihm hochdosiertes Pantopon hinweghalf, ein opiumhaltiges Medikament. Die nächsten Tage verschlief der Kanzler, erst am 7. November, als die Revolution schon im vollen Gange war, war er wieder arbeitsfähig.
Am 3. November erklärte Hindenburg in Spa kategorisch, wer auch immer eine Abdankung vorschlage, er werde „den Kerl niederschieße[n]“. Am selben Tag reiste Groener nach Berlin, um die Reichsregierung dazu zu bewegen, in der Abdankungsfrage keinen weiteren Druck auf den Kaiser auszuüben. Bei Erzberger, dem Leiter der Zentrale für Heimatdienst, intervenierte er, die publizistischen Angriffe auf den Monarchen müssten aufhören. Gleichzeitig spielte er mit dem früher von Michaelis ventilierten Gedanken, die antimonarchische Stimmung der Öffentlichkeit durch ein heroisches Ableben des Monarchen an der Front umzudrehen. Bereits am 25. Oktober hatte er an seine Frau geschrieben, dass die Stellung des Kaisers unhaltbar geworden sei. Er hoffe aber, „daß die deutsche Monarchie aus dem Niedergang der preußischen gerettet wird.“
Währenddessen erging sich Wilhelm II. im Vertrauen auf Hindenburgs Schutz in Spa in Staatsstreich-Phantasien. Wiederholt kündigte er an, an der Spitze seiner Truppen Berlin zurückerobern zu wollen: „Lieber lasse ich mein Schloß zusammenschießen als [mich zu] ergeben. Meine Maschinengewehre schreiben es in das Asphaltpflaster, dass ich keine Revolution dulde“. In dieser Haltung wurde er von den in Spa anwesenden Militärs, von der Kaiserin sowie seinen Adjutanten Hans von Plessen und Hans von Gontard bestärkt. Dieser Personenkreis war ganz in der Gedankenwelt des preußischen Militarismus und des Gottesgnadentums befangen. Niemand von ihnen erkannte, dass Wilhelms Weigerung zurückzutreten die Wahrscheinlichkeit für einen seiner Nachkommen verringerte, den Thron zu erben. Ihre Weigerung, die Optionen, die dem Haus Hohenzollern im November 1918 noch blieben, einigermaßen realistisch einzuschätzen, führt der Historiker Martin Kohlrausch auf einen „kollektiven Autismus“ zurück, „eine vollständige Unfähigkeit, Information von außen zu verarbeiten“.
Aus Furcht vor einem Bürgerkrieg stellten sich die Staatssekretäre der Reichsregierung, die sich zuvor noch für eine Abdankung ausgesprochen hatten, nun wieder auf die Seite des Kaisers. Zehn Jahre später gestand der Ebert nahestehende Sozialdemokrat Friedrich Stampfer im Vorwärts, man habe sich 1918 geirrt, denn „es zeigte sich, dass der Bürgerkrieg zwischen Republikanern und Monarchisten nur ein Schreckgespenst unserer Phantasie gewesen war“. Der Historiker Stephan Malinowski nennt die Vorstellung, man hätte mit Militärgewalt die Revolution aufhalten können, eine „an den Erfahrungen von 1848 orientierte Männerphantasie“. Zwar sei sie im militärisch geprägten deutschen Adel weit verbreitet gewesen, doch insgesamt nur ein Zeichen für den um sich greifenden Realitätsverlust.
Am 7. November frühmorgens traf Erzberger, der zum Leiter der Waffenstillstandskommission ernannt worden war, im Großen Hauptquartier ein. Er legte fest, dass nur je ein Vertreter der Marine und des Heeres die Delegation nach Compiègne begleiten sollte, wo der Waffenstillstand abgeschlossen werden würde. Hindenburg wunderte sich, dass „wohl das erste Mal in der Weltgeschichte […] nicht Militärs den Waffenstillstand abschließen, sondern Politiker“. Dass diese damit die Verantwortung trugen, war ihm aber ebenso willkommen wie dem Kaiser: Der phantasierte in einem Brief an seine Frau, die harten Waffenstillstandsbedingungen würden in Volk und Armee eine große Verbitterung auslösen, die „mit dem Schuft von Max die ganze Chose fortfegt“.
Ebenfalls am 7. November kehrte Groener aus der Hauptstadt zurück, wo er, unter anderem in einem Gespräch mit Ebert, den Eindruck gewonnen hatte, dass sich eine Abdankung des Kaisers nicht mehr würde verhindern lassen. Er hoffte zunächst noch, Wilhelm würde den Tod auf dem Schlachtfeld suchen, doch der Monarch lehnte dies unter Hinweis auf seine Stellung als Oberhaupt der protestantischen Kirche Preußens ab. Nun war Groener entschlossen, ihn zum Rücktritt zu bewegen. Am 8. November erklärte er angeblich, selbst in Spa sei Wilhelms Sicherheit nicht mehr gewährleistet, er müsse „so schnell als möglich fort“. Am Vormittag des 9. November kam es dann im Hotel Britannique in Spa zur finalen Auseinandersetzung um das Schicksal des Kaisers: Groener und Hindenburg, der zumeist schwieg, standen dabei den übrigen Generälen gegenüber, die glaubten, dem Kaiser den Thron retten zu können. Friedrich Graf von der Schulenburg schlug noch einmal eine militärische Wiederherstellung der kaiserlichen Autorität vor, doch wie unrealistisch das war, zeigte eine Umfrage unter 39 Frontoffizieren, die Oberst Wilhelm Heye versammelt hatte: Nur ein einziger hielt einen Marsch auf Berlin für realistisch, 23 verneinten jegliche Erfolgsaussichten, 15 schätzen sie als „sehr zweifelhaft“ ein. Die Frage, ob die Truppe in der Heimat den Kampf gegen den „Bolschewismus“ aufnehmen werde, verneinten acht, 31 sahen dies als sehr unwahrscheinlich an. Heye fasste zusammen, der Kaiser sei den Soldaten „eigentlich ganz gleichgültig“, die Truppe sei „total müde und abgekämpft, sie will in die Heimat und dort nichts als Ruhe haben“. Diesen Auftritt hatte die OHL inszeniert, um keine Verantwortung für die unumgängliche Abdankung des Kaisers übernehmen zu müssen. Der Historiker Siegfried A. Kaehler sieht darin den „Sturz der Monarchie durch die Armee“. Groener sagte dem Kaiser ins Gesicht:

„Sie haben keine Armee mehr. Die Armee wird in bester Ordnung hinter ihren Befehlshabern und ihren Generalen heimkehren, aber nicht unter dem Befehl Ihrer Majestät. Das Heer steht nicht mehr hinter Eurer Majestät.“

Wilhelm verlangte eine schriftliche Bestätigung, dass die Truppe nicht mehr zu ihrem Fahneneid stehe. Dies wurde überflüssig durch ein Telegramm aus Berlin, in dem von Massendesertionen die Rede war. Wilhelm übergab nun den Oberbefehl über das deutsche Heer in einer letzten Amtshandlung an Hindenburg und entwickelte die „skurrile Idee“, er würde nur als Kaiser zurücktreten, aber König von Preußen bleiben. Groener war entsetzt, weil er um die Einheit Deutschlands fürchtete. Tatsächlich wäre eine solche Teilabdankung darauf hinausgelaufen, die Reichsgründung von 1871 rückgängig zu machen: Das Deutsche Reich wäre wieder in mehrere Königreiche und Fürstentümer zerfallen. Mit einer solchen Lösung hätten sich dem Historiker Herfried Münkler zufolge Großbritannien und insbesondere Frankreich sicher anfreunden können, die Deutschen aber wohl nicht. Schulenburg, Hintze und der Vortragende Rat Werner von Grünau redigierten bereits das Schreiben, mit dem Wilhelm als Kaiser zurücktreten wollte, als Groener zu einer List griff: Laut einer Aufzeichnung von Otto Wagener über ein Gespräch, das er 1920 mit dem Prinzen Max führte, rief er von Spa aus Max von Baden an und behauptete wahrheitswidrig, die vollständige Abdankung stünde unmittelbar bevor. Der Reichskanzler könne sie „ruhig bekannt geben […] Jawohl, Sie können das als endgültige Mitteilung von mir entgegennehmen“. Nach Groeners eigener Darstellung führte das entsprechende Gespräch Paul von Hintze mit Arnold Wahnschaffe oder (wahrscheinlicher) mit Walter Simons.

### Die Novemberrevolution
In Deutschland war die amerikanische Haltung trotz aller Bemühungen der Zensurbehörden bekannt geworden. Der Eindruck, der Kaiser stehe einem Frieden im Wege, verbreitete sich daher immer weiter in der Bevölkerung. Die meuternden Matrosen kontrollierten am 4. November bereits Kiel und am 7. November viele große Städte. Am 8. November war schon die Mehrzahl der gekrönten Häupter in Deutschland zurückgetreten. An diesem Tag verlangten die Mehrheitssozialdemokraten vom Reichskanzler ultimativ die Aufhebung des Versammlungsverbots, das der Oberbefehlshaber in den Marken und Gouverneur von Berlin Alexander von Linsingen kurz zuvor erlassen hatte, die Umbildung der preußischen Regierung im Sinne der Reichstagsmehrheit, die Vergrößerung des sozialdemokratischen Einflusses in der Reichsregierung und den Rücktritt des Kaisers – andernfalls würden die MSPD-Minister aus der Regierung ausscheiden. Ebert erklärte: „Wenn der Kaiser nicht abdankt, dann ist die soziale Revolution unvermeidlich. Ich aber will sie nicht, ja ich hasse sie wie die Sünde.“ Diese Worte mögen für den Vorsitzenden einer laut ihrem Programm wenigstens teilweise marxistischen Partei erstaunlich wirken. Dahinter stand nach Einschätzung Heinrich August Winklers aber Eberts patriotische Sorge, eine Revolution in Deutschland würde ähnlich blutig verlaufen wie die russische und wie diese eine alliierte Militärintervention nach sich ziehen, zumal ein parlamentarisches Regierungssystem, wie Ebert es anstrebte, mit den Oktoberreformen bereits erreicht war. Lothar Machtan sieht Ebert außerdem durch „ein dogmatisch geprägtes Ordnungsdenken“ motiviert, durch das Bemühen, den alten Eliten den Machtverlust weniger schmerzhaft zu machen und nicht zuletzt durch ein enges, persönliches Loyalitätsverhältnis zu Max von Baden.
Am Morgen des 9. November wurde in Berlin ein Generalstreik ausgerufen, die dort stationierten Truppen begannen, sich den Aufständischen anzuschließen. Unter dem Druck dieser Ereignisse fragte Prinz Max wiederholt telefonisch in Spa an, wurde aber immer wieder vertröstet. Um 11:30 Uhr ließ er über die Nachrichtenagentur WTB verbreiten:

„Der Kaiser und König hat sich entschlossen, dem Throne zu entsagen. Der Reichskanzler bleibt noch so lange im Amte, bis die mit der Abdankung des Kaisers, dem Thronverzicht des Kronprinzen des Deutschen Reiches und von Preußen und der Einsetzung der Regentschaft verbundenen Fragen geregelt sind. Er beabsichtigt, dem Regenten die Ernennung des Abgeordneten Ebert zum Reichskanzler und die Vorlage eines Gesetzentwurfes wegen der sofortigen Ausschreibung allgemeiner Wahlen für eine Verfassunggebende deutsche Nationalversammlung vorzuschlagen, der es obliegen würde, die künftige Staatsform des deutschen Volkes, einschließlich der Volksteile, die ihren Eintritt in die Reichsgrenzen wünschen sollten, endgültig festzustellen.“

Diese Presseerklärung erfolgte ohne Wissen und Zustimmung des Kaisers. In der historischen Forschung wird sie verbreitet als Eigenmächtigkeit des Prinzen Max gewertet. Lothar Machtan dagegen führt sie auf Groeners telefonische „Hintertreppenpolitik“ zurück.

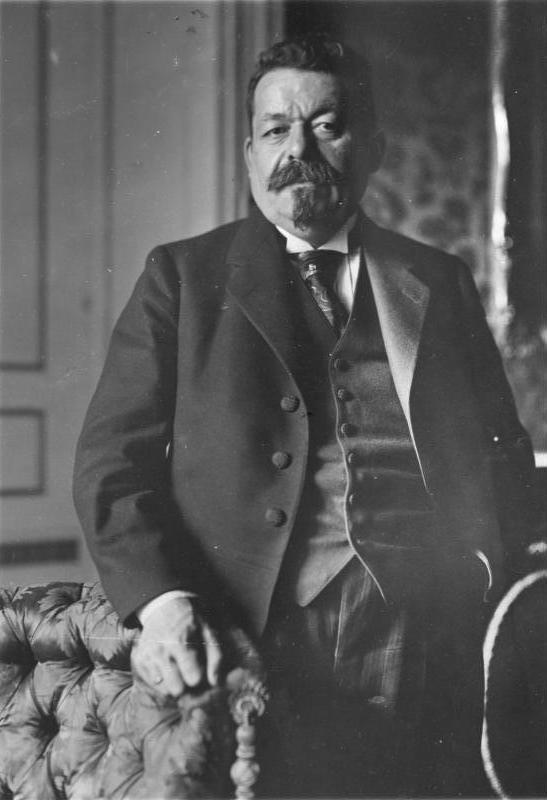
Friedrich Ebert

Gegen Mittag erschien Ebert in der Reichskanzlei und verlangte die Bildung einer rein sozialdemokratischen Regierung. Weil sich die Truppen in der Hauptstadt großenteils hinter die Mehrheitssozialdemokratie gestellt hatten, willigte Prinz Max ein und übertrug ihm um 12 Uhr die Führung der Reichsgeschäfte. Ein revolutionärer Vorgang, denn die Bismarcksche Reichsverfassung sah eine solche Amtsübergabe von Kanzler zu Kanzler nicht vor. Wahrscheinlich handelte Prinz Max im Glauben, ihm werde die Regentschaft übertragen werden, wodurch er sich berechtigt fühlen durfte, den Kanzler zu ernennen.
Wenige Stunden später wurde auf den Straßen Berlins die deutsche Republik gleich zweimal ausgerufen: Philipp Scheidemann (MSPD) rief um 14 Uhr die „deutsche Republik“ aus, während Karl Liebknecht (Spartakusbund) um 16 Uhr die „freie sozialistische Republik Deutschland“ ausrief. Damit erübrigte sich die Frage, wer Nachfolger Wilhelms II. werden sollte. Scheidemann hatte sich mit seiner Aktion gegen die bisherige Parteilinie gestellt, denn bis dahin hatten sich die Sozialdemokraten als „Vernunftmonarchisten“ (Heinrich August Winkler) erwiesen. Noch am 5. November hatte die Parteizeitung Vorwärts vor der Gründung einer Republik gewarnt, in der man sich „vielleicht 30 Jahre lang mit royalistischen Don Quichottes herumschlagen“ müsse. Am 6. November hatte Ebert im Gespräch mit Groener die Möglichkeit ventiliert, nach Wilhelms Rücktritt einen seiner Söhne mit der Regentschaft zu betrauen, das heißt, die Monarchie grundsätzlich beizubehalten. Am 7. November hatten die Vorstände der Partei und der Reichstagsfraktion unter anderem die Abdankung des Kaisers und einen Thronverzicht des Kronprinzen verlangt, nicht jedoch die Abschaffung der Monarchie. Ebert war über Scheidemanns Eigenmächtigkeit empört, weil er die Entscheidung über Deutschlands künftige Staatsform einer erst noch einzuberufenden verfassunggebenden Versammlung überlassen wollte, doch der Applaus, den Scheidemann erhalten hatte, zeigte, dass die Massen einen klaren Bruch mit den bisherigen Zuständen in Deutschland verlangten.
Einen Tag später wurde der Rat der Volksbeauftragten aus Mitgliedern der MSPD und der USPD gebildet, während Liebknechts Ausruf keine Folgen hatte.

### Die Flucht in die Niederlande und das Abdankungsschreiben

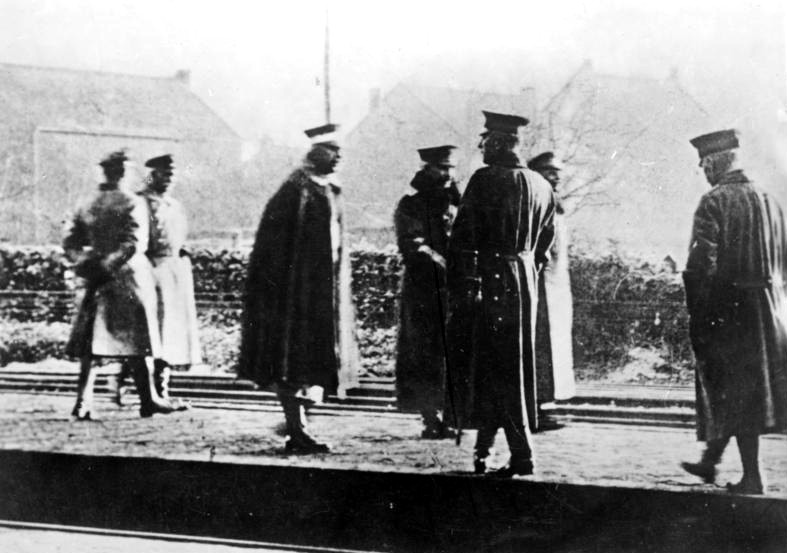
Wilhelm II. am belgisch-niederländischen Grenzübergang Eijsden, 10. November 1918

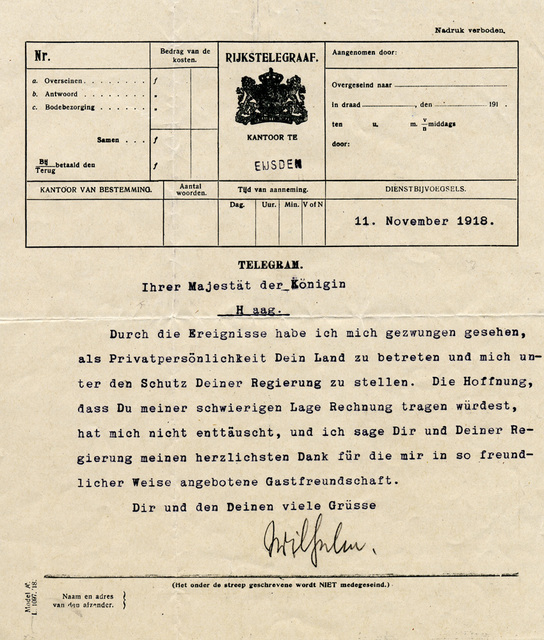
Telegramm Wilhelms an die niederländische Königin, 11. November 1918

Am 9. November gegen 14 Uhr wurden die Geschehnisse in Berlin bei der OHL in Spa bekannt. Wilhelm rief seinen Cousin an und beschimpfte ihn als „Schuft“, doch ließen sich die Ereignisse nicht ungeschehen machen. Hindenburg, der sich in der Diskussion um die Abdankung bislang zurückgehalten hatte, ergriff die Initiative: Weil das Gerücht umging, revolutionäre Truppen wären auf dem Weg nach Spa, riet er nun unter Tränen dem nunmehr ehemaligen Kaiser zur Abreise: Er wolle auf jeden Fall verhindern, dass Wilhelm „von meuternden Soldaten nach Berlin geschleppt und der revolutionären Regierung als Gefangener ausgeliefert“ werde. Groener widersprach zunächst, seiner Meinung nach dürfe der Kaiser das Heer nur verlassen, wenn er vorher abdanke. Allen Anwesenden stand das Schicksal des letzten Zaren Nikolaus II. vor Augen, der wenige Monate zuvor von Revolutionären ermordet worden war. Um 16 Uhr bestellte der Kaiser die Oberkommandierenden zur Verabschiedung, bei der er Groener den Händedruck verweigerte. Laut einer späteren Aussage Groeners ließ sich Wilhelm nach längerem Schweigen wie ein kleines Kind in seinen Hofzug führen, den man zusätzlich hatte bewaffnen lassen. Dort verbrachte er die Nacht zum 10. November. Er schrieb noch einen Brief an seine Frau, der deutlich macht, wie hilflos er war und wie sehr er die Lage verkannte:

„Max hat seinen Verrat voll durchgeführt, den er seit Wochen mit Scheidemann gesponnen. Ohne mich zu fragen oder ohne einen Schritt von mir zu erwarten, hat er mich abgesetzt, durch eine hinter meinem Rücken veröffentlichte Abdankung vom Jungen [gemeint ist der Kronprinz] und mir. Er hat sodann die Regierung an die Sozialisten abgegeben, und Ebert ist Reichskanzler geworden. Berlin ist in der Hand der Bolschewiken […] Welch ein furchtbarer Zusammenbruch. Welch eine gemeine und niederträchtige Untergrabung unseres herrlichen Heeres und lieben alten preußischen Staates! Ebert haust in Bismarcks Zimmer, vielleicht bald im Schloss. Da der Feldmarschall mir heute Nachmittag erklärte, für meine Sicherheit in der Truppe nicht mehr bürgen zu können, so verlasse ich auf seinen Rat das Heer nach furchtbar schweren [inneren] Kämpfen.“

Morgens um 5 Uhr setzte sich der Zug in Richtung auf die niederländische Grenze in Bewegung, einige Mitglieder von Wilhelms Entourage folgten in Autos. Aus Sorge, der auffällige Zug könnte angegriffen werden, stieg Wilhelm nach wenigen Kilometern in La Reid in eines der Autos um, von denen man die kaiserlichen Standarten entfernt hatte. Ob die Reise auf Einladung von Königin Wilhelmina erfolgte und durch General Joannes Benedictus van Heutsz vorbereitet worden war, der vom 5. bis zum 8. November ebenfalls in Spa gewesen war, wie es der Völkerrechtler William Schabas für wahrscheinlich hält, ist nicht gesichert.
Die Umstände des Grenzübertritts waren demütigend für Wilhelm. Weil die Benachrichtigung der zuständigen niederländischen Stellen nicht funktioniert hatte, wurde ihm, als er gegen 7 Uhr früh im Grenzort Eijsden (südlich von Maastricht) eintraf, der Grenzübertritt verwehrt. Auf dem Bahnsteig musste er sich von belgischen Arbeitern beschimpfen lassen, die herbeigelaufen kamen, um den prominenten Reisenden zu sehen: französisch À bas Guillaume, assassin! – „Nieder mit Wilhelm, dem Mörder!“ Der Stationsvorsteher erlaubte Wilhelm schließlich, Zuflucht in seinem Büro zu suchen. Währenddessen beriet das niederländische Kabinett von Ministerpräsident Charles Ruijs de Beerenbrouck in Den Haag mit der Königin darüber, wo man Wilhelm würde unterbringen können. Eines der königlichen Schlösser schien aus außenpolitischen Gründen nicht in Frage zu kommen, zumal die Nachricht von Wilhelms Rücktritt noch nicht bestätigt war. Weil die Telefonämter an diesem Sonntag nicht vollzählig besetzt waren, hatten die Regierungsmitglieder Schwierigkeiten, die in Frage kommenden Adligen zu erreichen. Erst am Nachmittag sagte Graf Godard van Aldenburg-Bentinck zu, Wilhelm könne auf seinem Schloss Amerongen unterkommen, auch wenn er ihn persönlich noch nicht kenne. Nachdem die niederländische Regierung nach drei weiteren Stunden der Suche keine bessere Möglichkeit gefunden hatte, fuhren niederländische Beamte, begleitet vom deutschen Botschafter Friedrich Rosen nach Eijsden. Sie teilten Wilhelm mit, dass die niederländische Regierung einstimmig beschlossen hatte, ihm Asyl zu gewähren. Insgesamt hatte Wilhelm 24 Stunden auf die Einreise warten müssen.
Offiziell hatte Wilhelm noch nicht abgedankt – die Pressemitteilung des Kanzlers war ohne rechtlich bindende Wirkung. Daher war er noch ein Offizier der Streitkräfte einer kriegführenden Macht, und als solcher hätten ihn die Niederlande als neutrale Macht eigentlich internieren müssen. Das war bisher mit allen deutschen, britischen und belgischen Soldaten geschehen, die die Grenze überschritten hatten. Der britische Botschafter Walter Beaupré Townley verlangte daher bereits am 10. November von den Niederländern, Wilhelm zu internieren. Ähnliches verlautbarte die französische Regierung. Doch die niederländische Regierung beschloss, Wilhelm nur als Privatperson zu behandeln und ihn vorläufig in Amerongen wohnen zu lassen. An dieser Haltung hielt sie auch bei der Parlamentsdebatte bei, als Sozialdemokraten und Kommunisten seine Ausweisung bzw. Internierung forderten. Am 11. November schickte Wilhelm ein Telegramm an Königin Wilhelmina, in dem er sich für die angebotene Gastfreundschaft bedankte und sich unter ihren Schutz stellte.
Formell dankte der Kaiser erst am Vormittag des 28. Novembers 1918 ab. Er unterzeichnete ein Schreiben mit folgendem Text:

„Ich verzichte hierdurch für alle Zukunft auf die Rechte an der Krone Preussens und die damit verbundenen Rechte an der deutschen Kaiserkrone. Zugleich entbinde ich alle Beamten des Deutschen Reiches und Preussens sowie alle Offiziere, Unteroffiziere und Mannschaften der Marine, des Preussischen Heeres und der Truppen der Bundeskontingente des Treueeides, den sie Mir als ihrem Kaiser, König und Obersten Befehlshaber geleistet haben. Ich erwarte von ihnen, dass sie bis zur Neuordnung des Deutschen Reichs den Inhabern der tatsächlichen Gewalt in Deutschland helfen, das Deutsche Volk gegen die drohenden Gefahren der Anarchie, der Hungersnot und der Fremdherrschaft zu schützen.“

Am Nachmittag des 28. Novembers traf Auguste Viktoria auf Schloss Amerongen ein. William Schabas vermutet, dass die formelle Abdikation die Bedingung der niederländischen Regierung für die Einreiseerlaubnis der Ex-Kaiserin war. Am 1. Dezember verzichtete auch Wilhelms Sohn Wilhelm Prinz von Preußen in seinem Exilort, der niederländischen Insel Wieringen, auf die preußische und auf die Kaiserkrone. Nachdem der Rat der Volksbeauftragten seinen Wunsch, seine Truppen in die Heimat zu führen oder wenigstens als Privatmann auf sein Schloss Oels in Schlesien zurückkehren zu dürfen, abschlägig beschieden hatte, war er am 12. November 1918 seinem Vater ins niederländische Exil gefolgt.

## Folgen

### Politische Folgen

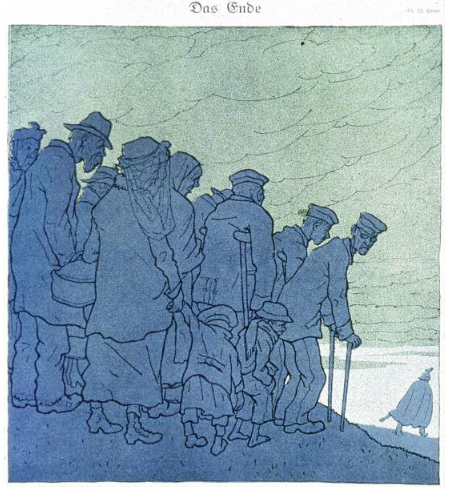
Das Ende: „Wir weinen ihm keine Träne nach, er hat uns keine zu weinen übrig gelassen.“
Karikatur von Thomas Theodor Heine, Simplicissimus, November 1918

Mit der Abdankung Wilhelms II. endete die Herrschaft der Hohenzollern, die seit 1415 die Geschicke der Mark Brandenburg, später Preußens und ab dem 19. Jahrhundert Deutschlands maßgeblich bestimmt hatten. Der Historiker Hagen Schulze nennt „das sang- und klanglose Verschwinden Wilhelms II.“ eines der „seltsamsten Geschehnisse der deutschen Geschichte“: nicht, weil das deutsche Kaisertum endete, das nicht einmal ein halbes Jahrhundert alt war, sondern weil die preußische Monarchie sich auflöste: Eine jahrhundertelange Geschichte ging zu Ende, „ohne Gegenwehr, ohne Kampf, ohne Blutvergießen und große Gesten […] Der Fall der Monarchie war kaum noch eine Schlagzeile wert“. Das Ende der Hohenzollernherrschaft in Preußen und im Reich bedeutete auch das Ende der Legitimität der Monarchien in den deutschen Teilstaaten. Laut dem Historiker Michael Horn hatte sich die monarchische Legitimität in Deutschland besonders im Kaisertum verkörpert, das als Symbol der nationalen Einheit galt. Dadurch sei der Kaiser der Repräsentant des monarchischen Systems in ganz Deutschland gewesen, das er durch seine Fehlleistungen und Skandale nachhaltig geschwächt habe, bis das „royalistische Kapital“ auch in den Einzelstaaten aufgebraucht gewesen sei.
Die Frage, ob dieses Ergebnis durch ein weniger zögerliches Verhalten des letzten Hohenzollernherrschers hätte vermieden werden können, wird unterschiedlich beantwortet. Hans Mommsen meint, der Sturz der Monarchie wäre auch bei einem früheren Thronverzicht Wilhelms II. nicht mehr aufzuhalten gewesen: Das Schicksal der deutschen Dynastien sei durch die „Vorgänge in den Bundesstaaten bereits präformiert“ gewesen. Die Rechtswissenschaftlerin Carola Schulze glaubt dagegen, dass ein rechtzeitiger Verzicht Wilhelms II. seiner Dynastie vielleicht doch den Thron hätte retten können: Die Novemberrevolution sei „in ihrem Wesen nicht antikaiserlich, kaum antidynastisch“ gewesen. Ähnlich Lothar Machtan, der das Ende der Monarchie in Deutschland in erster Linie als das Ergebnis des Wirkens dreier Männer ansieht, die sie eigentlich hatten bewahren wollen: Wilhelm II., Prinz Max von Baden und Friedrich Ebert seien gegen ihren Willen zu „Totengräbern der Monarchie“ geworden, obwohl diese bis in den Oktober 1918 hinein noch zu retten gewesen wäre. Der Kaiser habe die Monarchie aber in „unübertroffener Selbstsucht“ verspielt, der Prinz durch Selbstüberschätzung und Feigherzigkeit, der MSPD-Vorsitzende durch Übervernunft und Ängstlichkeit. So hätten sie ein Machtvakuum geschaffen, die Republik sei in einer „Sturzgeburt“ zur Welt gekommen:

„Der Übergang zur Demokratie musste so in vieler Hinsicht unzureichend bleiben, und die Veränderungsimpulse der deutschen Revolution erwirkten keinen irreversiblen Aufbruch zur Freiheit.“

Auch Gerd Heinrich glaubt, dass die Demokratie in Deutschland unter einer Regentschaft größere Chancen gehabt hätte. Dabei stützt er sich auf das Urteil Winston Churchills, der 1939 äußerte: „Der Sturz der Monarchie in Deutschland war unser größter politischer Fehler.“

### Militärische Folgen
Als Wilhelm II. abdankte, befand sich das Deutsche Reich noch im Krieg. Er war rechtlich Oberbefehlshaber des kämpfenden Heeres, ein Rücktritt war in der Verfassung nicht vorgesehen. Somit bestand die Gefahr, dass die OHL, die verfassungsrechtlich nur sein ausführendes Organ war, mit Wilhelms Abgang ihre Legitimation verlor und das Heer im Krieg führerlos wurde. So hatten Hindenburg und Groener ja auch gegenüber Bill Drews argumentiert. Am 9. November spielte dieses Problem aber bei den Beratungen in Spa keine Rolle. Man begnügte sich mit Wilhelms mündlich abgegebener Erklärung, Hindenburg solle nunmehr den Oberbefehl übernehmen und das Heer in die Heimat zurückführen. Einen Meinungsbildungsprozess innerhalb des Offizierskorps scheint es dazu nicht gegeben zu haben: Der Anspruch der Obersten Heeresleitung, nunmehr Inhaberin der obersten militärischen Gewalt in Deutschland zu sein, wurde vielmehr allgemein akzeptiert. Nach Ansicht des Historikers Gerhard Schulz stellte Groeners entschiedenes Vorgehen am 9. November 1918 die Offiziere vor die Wahl, entweder aus dem Dienst auszuscheiden oder in der Armee zu bleiben. Dies sei die Voraussetzung dafür gewesen, dass er die Truppe kurz darauf im Ebert-Groener-Pakt der neuen Regierung zur Verfügung stellte. Wolfram Pyta analysiert den problemlosen Übergang des Oberbefehls von Wilhelm auf die OHL als Beweis dafür, dass sich die monarchische Herrschaftslegitimation in Deutschland überlebt habe:

„Auch das Heer war auf die Nation verpflichtet; und auf diesem Feld war Hindenburg im November 1918 unersetzlich, während Wilhelm II. von der Nation politisch wie symbolisch ablösbar war.“

### Persönliche Folgen für WilhelmII.

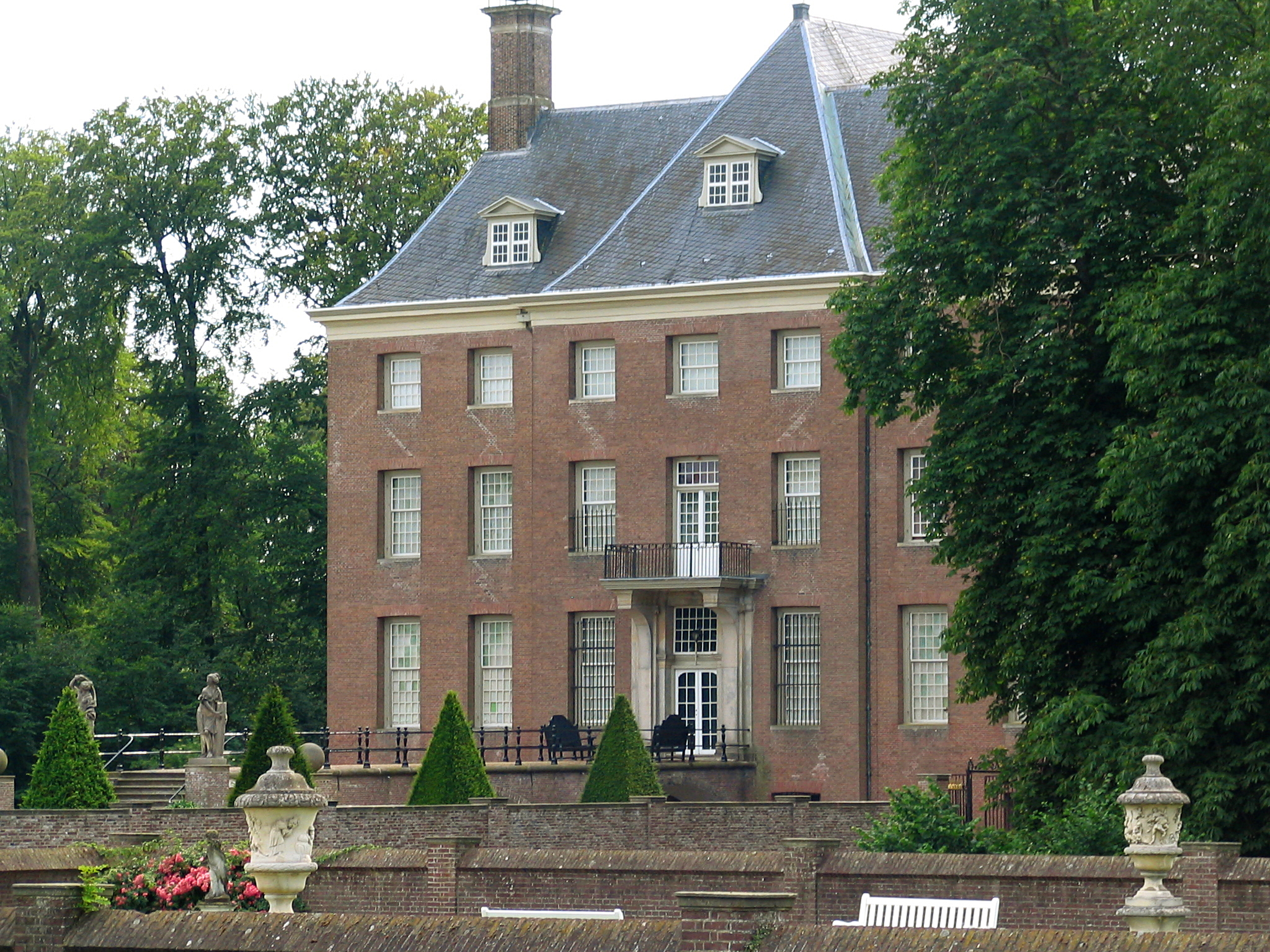
Schloss Amerongen, Wilhelms erste Residenz im niederländischen Exil

Wilhelm fühlte sich in Schloss Amerongen nicht sicher, da er wusste, dass die Alliierten und Assoziierten Mächte seine Auslieferung verlangten, um ihn als Kriegsverbrecher vor ein Kriegsgericht zu stellen. Am 6. Dezember beschloss zudem das niederländische Kabinett, ihn zu bitten, das Land zu verlassen. Verschiedene Möglichkeiten, in Verkleidung aus den Niederlanden zu entkommen, wurden erwogen: Zu Tarnzwecken ließ sich Wilhelm einen Vollbart stehen, seinen typischen Schnurrbart stutzte er. Die Hauptschwierigkeit war, wie Wilhelm selber betonte, „mein verkrüppelter Arm, an dem sie mich immer erkennen werden“.
Da Schloss Amerongen hochwassergefährdet war, überlegte die niederländische Regierung, das Paar in dem kleineren, aber höher gelegenen Schloss Zuylestein unterzubringen. Der Plan scheiterte daran, dass dort Auguste-Viktoria das Ankleidezimmer mit ihrem Mann hätte teilen müssen. Da das niederländische Königshaus Oranien-Nassau mit den Hohenzollern verwandt war, gab Königin Wilhelmina keine Zustimmung zu einer Auslieferung. Zudem hatte ein Rechtsgutachten festgestellt, dass er erst nach seinem Rücktritt, mithin als Privatperson, die Grenze übertreten habe. Ein deutsch-niederländischer Vertrag von 1904 hatte den Staatsangehörigen beider Länder ein Niederlassungsrecht im jeweils anderen Land gewährt. Am 10. Dezember erklärte Ruijs de Beerenbrouck vor der Tweede Kamer, Wilhelm könne in den Niederlanden bleiben.

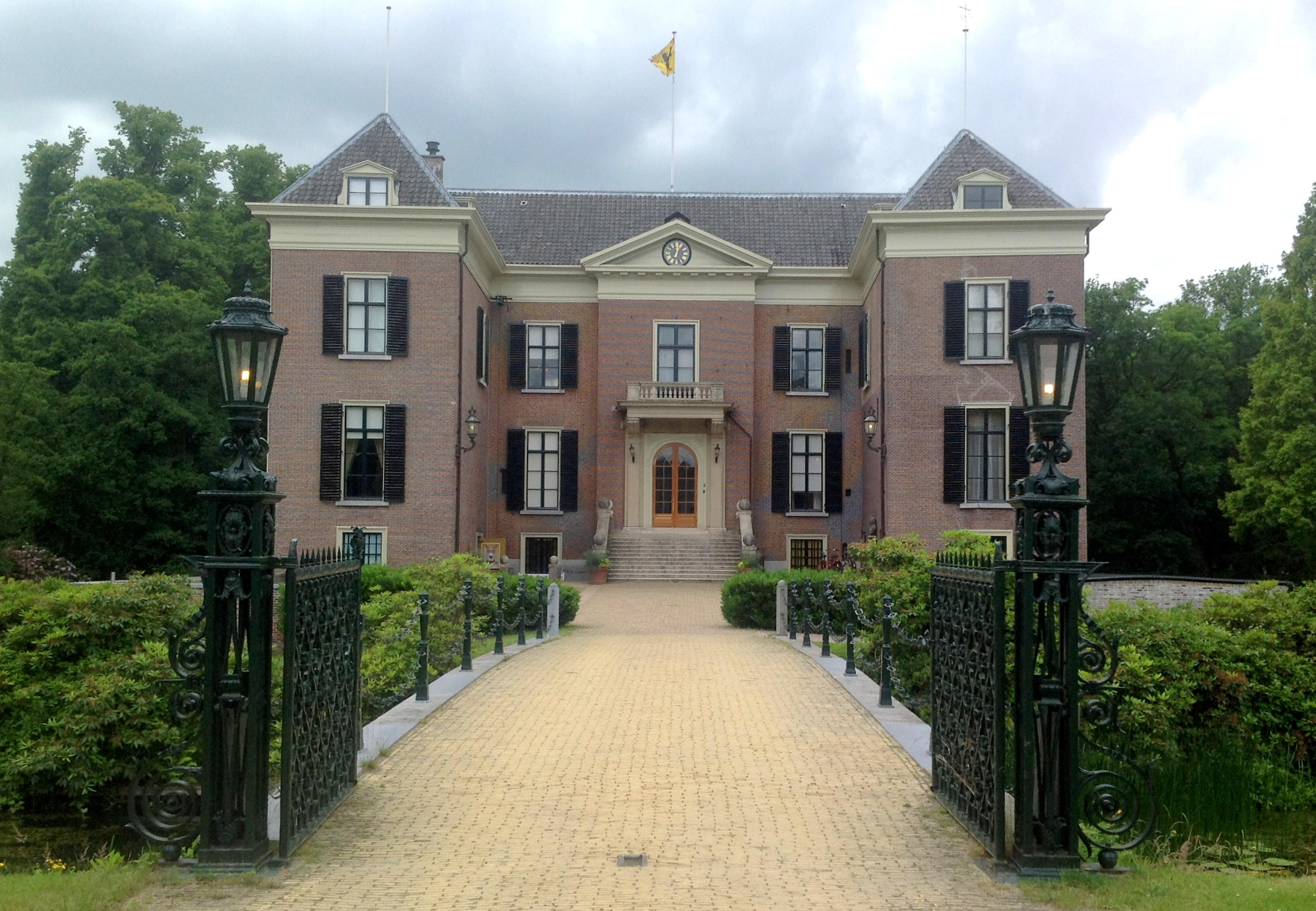
Haus Doorn, die seit 1920 von Wilhelm bewohnte Residenz

Am 16. August 1919 kaufte der Ex-Kaiser für 850.000 Gulden Haus Doorn, wohin er nach kostspieligem Umbau im Mai 1920 übersiedelte. Hier empfing er in den folgenden zwei Jahrzehnten Verwandte, Vertraute, Bewunderer und Republikfeinde, wodurch das Schloss „ein wichtiges Außenzentrum der Weimarer Rechten“ wurde. Die Ausgaben, die er tätigte, waren hoch: Allein im ersten Jahr seines Exils beliefen sie sich auf 66 Millionen Mark. Zwar hatte der Rat der Volksbeauftragten am 30. November das Vermögen des Hauses Hohenzollern zunächst beschlagnahmen lassen, doch wurden dem Paar bald „zur Führung eines standesgemäßen Unterhalts“ siebenstellige Beträge gezahlt. Weitere Einkünfte erzielte der ehemalige Kaiser durch einen Kredit über eine Million Gulden und den Verkauf mehrerer Berliner Liegenschaften an die Reichsregierung. Im September 1919 gab der sozialdemokratische preußische Finanzminister Albert Südekum Möbel und Einrichtungsgegenstände aus den Berliner und Potsdamer Schlössern frei: 59 Eisenbahnwagen brachten das „Umzugsgut“ nach Doorn. Nachdem im Juni 1926 der Volksentscheid zur Fürstenenteignung gescheitert war, schloss die preußische Landesregierung mit dem Haus Hohenzollern einen Vertrag, der ihm ein Drittel seiner Schlösser beließ. Bei seinem Tod 1941 belief sich Wilhelms Vermögen auf nahezu 13 Millionen Reichsmark.
In seinem Exil lebte Wilhelm, der sich nach dem Tod seiner Frau 1922 ein zweites Mal verheiratet hatte, in einer Vorstellungswelt, die nach dem Urteil seines Biographen John C. G. Röhl „in ihrer alptraumhaften Entrücktheit und weltanschaulichen Radikalität extrem befremdlich wirkt“. Wenn er sich nicht mit Holzhacken oder Altertumswissenschaften befasste, hing er Gewaltphantasien gegen die „Novemberverbrecher“, Verschwörungstheorien und rechtsradikalen Ausfällen gegen Juden, Freimaurer und Demokraten nach. Er veröffentlichte apologetische Schriften und betrieb Öffentlichkeitsarbeit, in der vergeblichen Hoffnung, zurück auf den Thron gerufen zu werden.

### Versuche der Restauration

#### Weimarer Republik

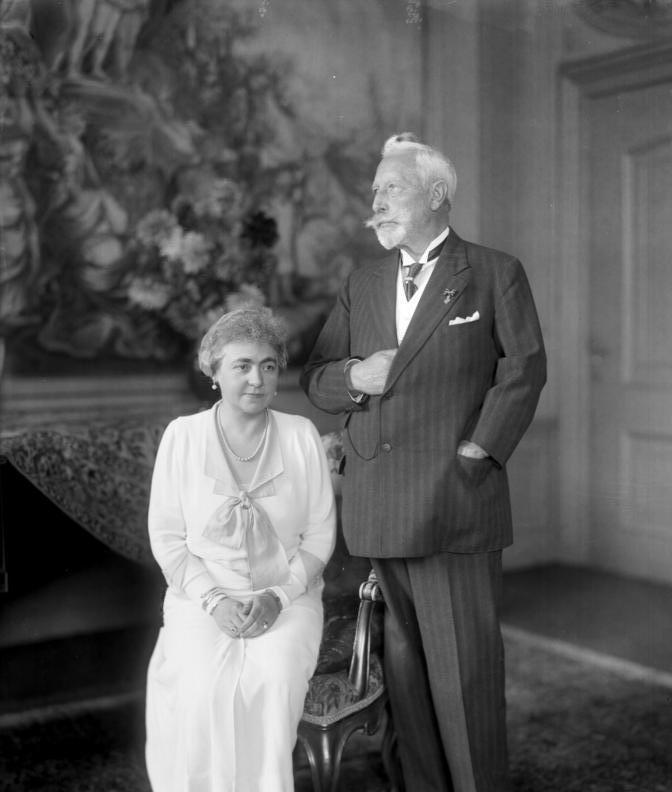
Der frühere Kaiser im Haus Doorn mit seiner zweiten Frau Hermine von Schönaich-Carolath, 1933

Die Flucht des Kaisers ohne Dank an sein Volk und an die Armeeangehörigen, die in seinem Namen gekämpft hatten, sowie seine Weigerung, den Heldentod zu suchen, wurden in den ersten Jahren der Weimarer Republik Gegenstand einer lebhaften Debatte. In einem breiten Meinungsspektrum nahm man sie als Skandal wahr, als Fahnenflucht und Feigheit. Maximilian Harden schrieb, Wilhelm habe als Kriegsherr jahrelang Millionen Deutsche in die Hölle gehetzt und sei nun „mit voller Hose vor den ersten Windstößchen davongelaufen“ – ein „Kaiserlein Springinsfeld“ und „Kriegsherr Hosenvoll“. Im Offizierskorps wurde der Grenzübertritt als Aufkündigung des Treueids empfunden. Der rechtsradikale Kapitän Hermann Ehrhardt schrieb, mit seiner Flucht in die Niederlande sei Wilhelm für ihn und seine Offiziere „erledigt“ gewesen. Der Historiker Friedrich Meinecke urteilte 1919, zwar würden die meisten Deutschen weiterhin monarchisch empfinden, doch die „Monarchie selber hat dieser Loyalität den Todesstoß versetzt durch die unwürdige Art ihres Endes, durch das völlige Versagen ihres letzten Trägers im Reiche.“ Deshalb bekannte er, obwohl „Herzensmonarchist“, sei er nun „Vernunftrepublikaner.“
Demgegenüber hatten es monarchistische Kreise schwer, zündende Gegenargumente zur Rechtfertigung von Wilhelms Handeln zu finden. Bereits vor 1918 hatten ihm führende Konservative aufgrund der von ihm wiederholt verursachten Skandale mit deutlicher Distanz gegenübergestanden. Auch die anderen Bundesfürsten waren, größtenteils noch vor dem Kaiser, vor der Revolution geflohen oder hatten sich ohne jegliche Gegenwehr von ihren Thronen verabschiedet. Berühmt ist der beleidigt-resignierte, jedoch nicht verbürgte Ausspruch Friedrich Augusts III. von Sachsen: „So, so – na, da macht euern Drägg alleene!“ Da 1918 niemand von ihnen bereit gewesen war, für das monarchische Prinzip ein stolzes Opfer zu bringen oder auch nur zu kämpfen, fanden sich nach Meinung Lothar Machtans danach nur wenig Stimmen, die es wieder einsetzen wollten. Das weiterhin verbreitete Bedürfnis, einem vermeintlich Höheren zu gehorchen, habe seine Befriedigung später im Nationalsozialismus gefunden:

„Es ist gewiss kein Zufall, dass die personale Treuebindung an den Monarchen, die bis 1918 der sogenannte Staatsbürgereid festgeschrieben hatte, ausgerechnet in Gestalt des Führereids in die politische Kultur zurückkehrte.“

Zwar waren monarchistische Strömungen in der Weimarer Republik schon früh zu erkennen gewesen. Die am 24. November 1918 gegründete monarchistische Deutschnationale Volkspartei (DNVP) erzielte bei den Wahlen zum Reichstag in ihren Glanzzeiten Mitte der 1920er Jahre Ergebnisse von bis zu 20 % der Stimmen. Außerdem befürwortete die rechtsliberale DVP die Monarchie als die „für unser Volk nach Geschichte und Wesensart geeignetste Staatsform“, erklärte sich aber von Anfang an pragmatisch auch zur Mitarbeit im Rahmen der Republik bereit. Bald erschienen auch apologetische Darstellungen, in denen die Flucht des Ex-Kaisers als „Abreise“, als „Gang“ umgedeutet wurde, der nach schwerem Ringen erfolgt sei und ihn sein Leben lang belaste. Nach diesem Narrativ hatte Wilhelm für Volk und Vaterland ein großes Opfer gebracht. Dennoch gab es keinen einzigen ernsthaften Versuch, aus Deutschland wieder eine Monarchie zu machen. Die Abneigung gegen den geflohenen Wilhelm II. zeigte sich etwa im umgedichteten Text des Fehrbelliner Reitermarschs:
Wir wollen unseren alten Kaiser Wilhelm wieder haben

Aber den mit dem Bart, mit dem langen Bart!
Das bezog sich explizit auf Wilhelm I. und eben nicht auf seinen Enkel. In der Weimarer Republik setzten Monarchisten nicht darauf, diesen zurück auf den Thron zu bringen, sondern auf eine Stärkung des Reichspräsidenten. Selbst ein überzeugter Monarchist wie Kuno Graf Westarp, einer der Gründer der DNVP, der in persönlichem Kontakt zur Familie des gestürzten Kaisers stand, glaubte, die Monarchie „müsse unbedingt vor ihrem derzeitigen Personal geschützt werden“. Zwar bekannte er sich weiterhin zu den Hohenzollern als einzig legitimen Herrschern, eine Restauration konnte er sich aber nur als „Frucht einer sehr langen, selbstlosen Arbeit“ vorstellen. Die verschiedenen Skandale und Prozesse einzelner Familienmitglieder trugen in den 1920er Jahren ebenfalls dazu bei, dass die Hohenzollern als Einiger der gespaltenen Nation, als „klassen- und parteienübergreifende Klammer“, als die etwa die Monarchien in Skandinavien, in den Niederlanden oder in Großbritannien gelten, nicht mehr in Frage kamen.
Wilhelm selbst wies im April 1921 Hindenburg in einem Brief darauf hin, dass er erstens nur auf sein Anraten in die Niederlande gegangen sei und zweitens damit dem deutschen Volk einen Bürgerkrieg habe ersparen wollen. Die DVP-Politikerin Katharina von Kardorff-Oheimb veröffentlichte den Brief und kritisierte Wilhelms Argumentation: Aus monarchistischer Sicht dürfe man nicht vor innenpolitischen Auseinandersetzungen zurückscheuen. Der Sinn der Monarchie sei doch, „daß sie eine nicht von Menschen, sondern von der Geschichte bestimmte letzte Instanz ist, die in großen Krisen selbständig entscheidet.“ Diese selbstständige Entscheidung könne Wilhelm nicht auf seine Berater abwälzen. Die DVP kritisierte Oheimbs Äußerungen scharf, was die Debatte über die Gründe des Ex-Kaisers, sein Land zu verlassen, am Laufen hielt. Insgesamt blieb das Bild vom fliehenden Kaiser, der an der Grenze als Bittsteller auftrat, in der deutschen Öffentlichkeit so wirkmächtig, dass es alle Versuche, die Monarchie in Deutschland wiedereinzuführen, nachhaltig desavouierte.
Schon früh nach Aufkommen der NSDAP dachten manche Hohenzollern, dass die Nationalsozialisten vielleicht die Monarchie wiederherstellen würden. Der Kaisersohn August Wilhelm trat 1930 der NSDAP bei, die ihm ehrenhalber die Mitgliedsnummer „24“ verlieh, und nahm im Oktober 1931 an der Tagung der Harzburger Front teil. Im Jahr 2019 entstand im Zusammenhang mit Entschädigungsforderungen der Hohenzollern daher eine öffentliche Kontroverse, ob das ehemalige Herrscherhaus dem Nationalsozialismus „erheblich Vorschub“ geleistet hat. Von Adolf Hitlers konkreten machtpolitischen Schritten war Wilhelm aber enttäuscht: Am 24. Januar 1933 klagte er:

„Das Durcheinander zu Hause ist furchtbar! Das Verhalten Hitlers zeigt einen beklagenswerten Mangel an staatsmännischem Talent, keine Disziplin, keine Kenntnis der Nationalökonomie! Er ist nur möglich unter einer festen, starken Hand auf einem begrenzten Gebiet.“

Wilhelm stellte sich vor, diese Hand würde seine sein. Wenige Tage vor der Machtergreifung rief er aus: „Man rufe mir, ick komme! Amen!“

#### Zeit des Nationalsozialismus
Doch die neuen Machthaber riefen Wilhelm nicht zurück auf den Thron: Nachdem Reichspräsident Hindenburg Hitler am 30. Januar 1933 zum Reichskanzler ernannt hatte, machte der Ex-Kaiser sich zwar konkrete Hoffnungen. So ließ er seinen alten Vertrauten Friedrich von Berg wiederholt bei Hitler sondieren, der ihm jedoch im Oktober 1933 barsch beschied, seine Aufgabe bestehe in der Niederwerfung des Kommunismus und des Judentums. Die Institution der Monarchie und der ehemalige Kronprinz als Person seien dafür nicht „hart genug“. Ähnliches mussten sich weitere Emissäre des Ex-Kaisers im Februar 1934 von Hitler anhören. Kurz zuvor hatten SA-Leute einen Empfang in den Marmorsälen am Rande des Berliner Zoos gestürmt, den Monarchisten anlässlich von Wilhelms 75. Geburtstag gaben: Sie verprügelten Gäste, brannten Feuerwerkskörper ab und zerschlugen Möbel. Vorher hatten der Berliner Gauleiter Artur Görlitzer und Gestapo-Chef Rudolf Diels vor einer solchen Huldigung an Wilhelm gewarnt: Monarchistische Umtriebe würden genau so verfolgt werden wie kommunistische. Hitler selbst erteilte den Aspirationen der Hohenzollern bei seiner Rede zum ersten Jahrestag der Machtergreifung am 30. Januar 1934 im nationalsozialistischen Reichstag eine öffentliche Absage: „Was gewesen, wird niemals wiederkommen“. In den kommenden Monaten schwand dann immer mehr die in der Familie des ehemaligen Kaisers und ihrer Anhänger gehegte Hoffnung, die Nationalsozialisten würden sich als Vehikel nutzen lassen, um Wilhelm zurück auf den Thron zu bringen. Sie war wohl immer illusionär gewesen.
Nachdem der Sohn des ehemaligen Kronprinzen, Prinz Wilhelm von Preußen, 1940 beim Frankreichfeldzug gefallen war, gaben ihm nach einem Trauergottesdienst in Sanssouci insgesamt 50.000 Menschen das letzte Geleit. Nach diesem Ereignis sah Hitler die Hohenzollern als Bedrohung für seine Macht an. Er bestimmte im Prinzenerlass, in der Wehrmacht dienende Angehörige ehemals regierender deutscher Adelshäuser nicht länger an der Front einzusetzen.

## Rezeption

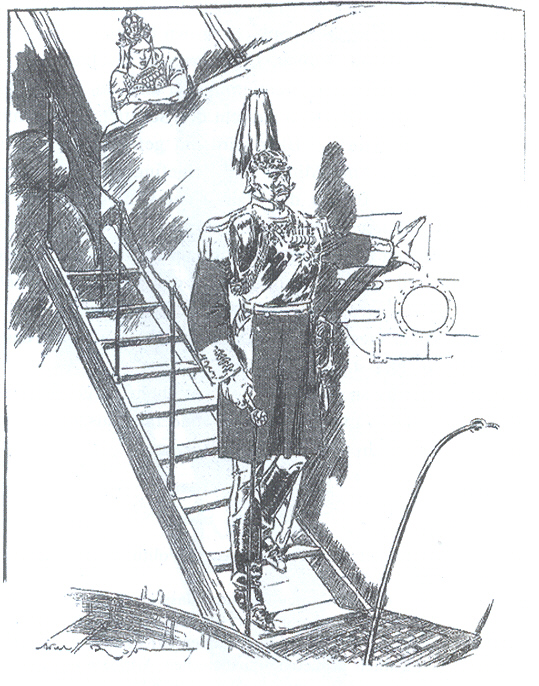
Prophecy? (Dropping the Pilot) von Will Dyson aus dem Jahr 1914
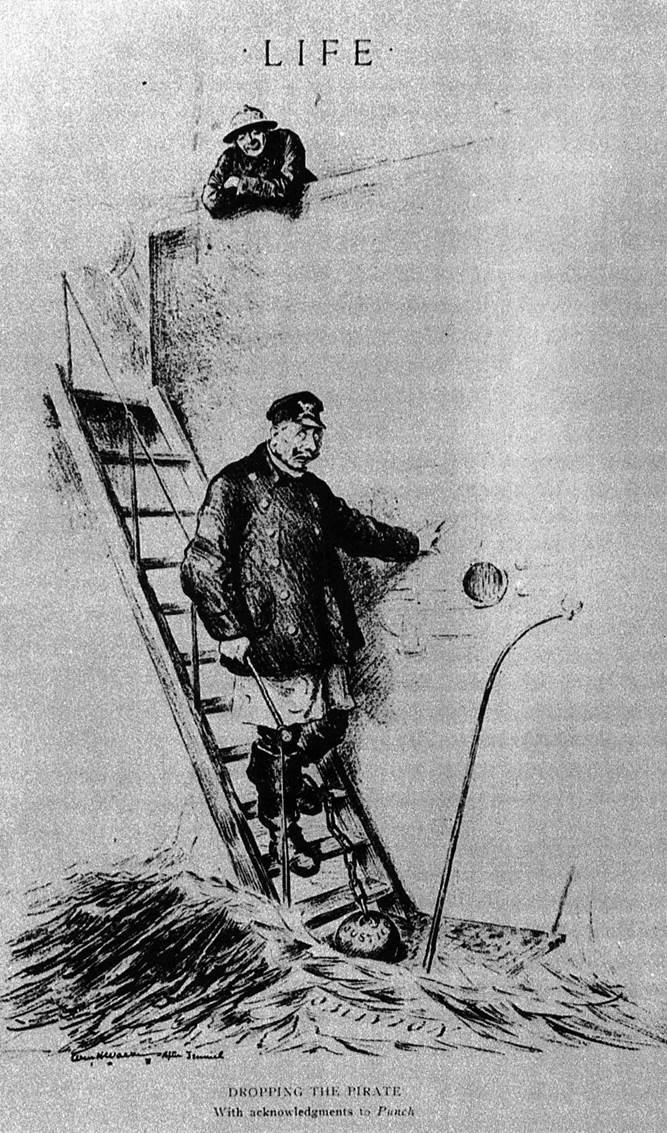
Dropping the Pirate von William H. Walker aus dem Jahr 1918

### Satire
Schon 1914, wenige Monate nach dem Beginn des Ersten Weltkriegs, veröffentlichte der Daily Herald die in der Tat prophetische Karikatur Prophecy? (Dropping the Pilot) (deutsch: Prophezeiung? [Den Lotsen absetzen]). Diese zeigt, wie Wilhelm II., der als Lotse dargestellt wird, von einem Schiff steigt. Er wird von Germania, der Personifizierung Deutschlands, beobachtet. Im Dezember 1918, nach der offiziellen Abdankung Wilhelms II., veröffentlichte auch das amerikanische Life-Magazin William H. Walkers Karikatur Dropping the Pirate („Den Seeräuber absetzen“), eine Anspielung auf den unbeschränkten U-Boot-Krieg. An Deck beobachtete ihn diesmal ein Soldat der Siegermächte. Auf dem Bild ist Wilhelm mit dem Jolly Roger und einer Kette mit Kugel zu sehen. Auf der Kugel steht Justice („Gerechtigkeit“). Zudem ist im Wasser ein Brett zu sehen, welches das Wort Oblivion („Vergessenheit“) trägt. Beide waren eine Adaption der berühmten Karikatur Der Lotse geht von Bord.
Der Rock Island Argus stellte am 5. Dezember 1918 in einer Karikatur den Ex-Kaiser und seinen ältesten Sohn als zwei Ratten dar, die sich durch Käselaibe fressen. Ihnen ist ein Holländer mit Knüppel auf der Spur, der eine Katze mit der Aufschrift „Reds“ und eine Bulldogge mit der Aufschrift „Allies“ auf sie hetzt. Die Bildunterschrift lautet englisch Sic 'em! – „Fass!“ Der britische Punch veröffentlichte eine Karikatur, die einen verängstigten Wilhelm zeigte, der sich hinter den Röcken einer Holländerin vor dem Zugriff von Briten und Franzosen versteckt.
Am 9. November 1932 veröffentlichte der Vorwärts die Satire Des Kaisers Heldentod, in der in patriotischem Ton erzählt wird, wie Wilhelm II. mit seinen Söhnen den Tod in der Schlacht sucht, nachdem ihm Hindenburg am 9. November 1918 mitgeteilt hat, er könne für seine Sicherheit nicht garantieren: „Wer spricht hier von meiner Sicherheit? […] Es geht um Deutschland und nicht um meine Person!“ Dieser Text wird als Stück aus einem Lesebuch für das Dritte Reich vorgestellt, das Hitler in Millionenauflage hätte drucken lassen. „Die Behauptung, dass am 9. November der Kaiser und der Kronprinz nach Holland geflohen seien, ist selbstverständlich eine von den Marxisten verbreitete Lüge.“

### Dokudrama
Das Dokudrama Kaisersturz des Regisseurs Christoph Röhl zeigt die Ereignisse rund um die Abdankung. Der Fernsehfilm wurde erstmals am 31. Oktober 2018 im ZDF gezeigt. Der Film basiert auf dem Buch Kaisersturz. Vom Scheitern im Herzen der Macht des Historikers Lothar Machtan.